# Вагнер, Ванесса
Ванесса Вагнер (фр. Vanessa Wagner; род. 11 июня 1973, Рен) — французская пианистка.
Окончила Парижскую консерваторию, ученица Доминик Мерле и Жана Франсуа Эссе. Затем совершенствовала своё мастерство в Италии под руководством Леона Флейшера, Мюррея Перайи, Алексиса Вайссенберга и других. В 1999 году была удостоена премии Виктуар де ля мюзик как молодая исполнительница — открытие года. Гастролирует в различных городах Франции и странах Европы, выступала также в Японии и Китае.
Дискография Вагнер включает второй концерт Теодора Дюбуа, сонаты Моцарта, Шуберта, Шумана, Рахманинова, пьесы Дебюсси, сонату для виолончели и фортепиано Бриттена (с Офели Гайяр). Творческое содружество связывает Вагнер с Паскалем Дюсапеном, чьи новые сочинения она регулярно исполняет.